# Зігнутолистник Галлера
Зігнутолистник Галлера (Campylophyllum halleri) — вид мохів порядку гіпнобрієвих (Hypnales).

## Поширення
Ареал охоплює такі частини світу: Європа, Північна Америка, Азія.
Населяє багаті кальцієм породи; на висотах від 0 до 1700 метрів.

## Характеристика

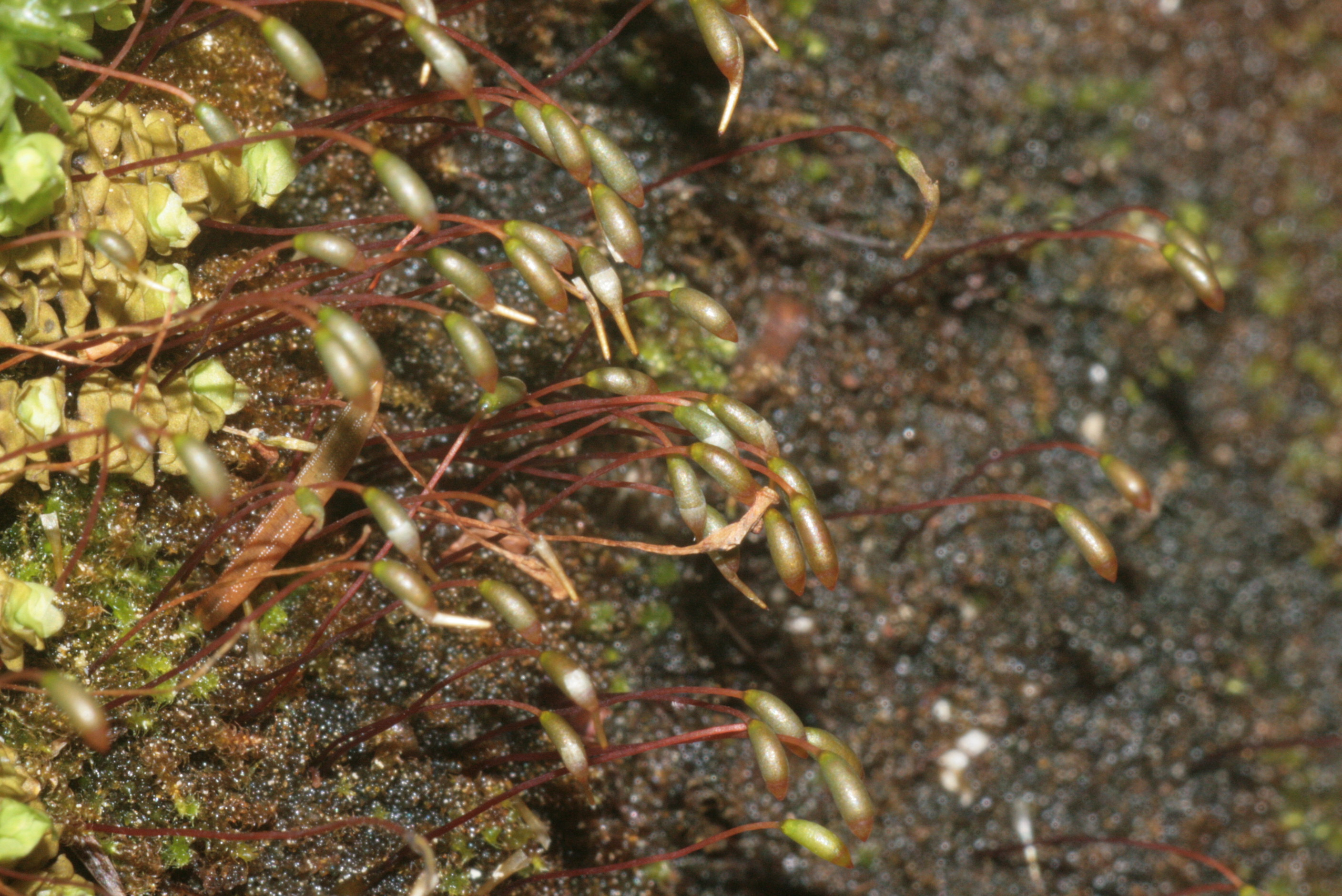

Рослини зелені, жовтуваті або бурі. Стебла з наявністю парафілій, нечисленні, ланцетно-лінійні чи іноді яйцеподібні. Стеблові листки майже не змінюється в сухому стані, 0.3–0.7 мм ушир. Коробочкові ніжки 0.8–1.3 см.